# Лонгне-ан-Анжу
Лонгне-ан-Анжу (фр. Longuenée-en-Anjou) — новая коммуна на западе Франции, регион Пеи-де-ла-Луар, департамент Мен и Луара, округ Анже, кантоны Анже-4 и Тьерсе. Расположена в 14 км к северо-западу от Анже, в 10 км от автомагистрали А11. Через территорию коммуны протекает река Майен.
Население (2020) — 6 334 человека.

## История
Коммуна образована 1 января 2016 года путем слияния коммун Ле-Меньян, Ле-Плесси-Масе, Ла-Мамброль-сюр-Лонгне и Прюйе. Центром коммуны является Ла-Мамброль-сюр-Лонгне. От него к новой коммуне перешли почтовый индекс и код INSEE. На картах в качестве координат Лонгне-ан-Анжу указываются координаты Ла-Мамброль-сюр-Лонгне. Коммуна относится к двум кантонам: три ее составляющие входят в состав кантона Анже-4, ассоциированная коммуна Прюйе – в состав кантона Тьерсе.

## Достопримечательности
- Шато Плесси-Масе XIII-XVI веков
- Дом с мельницей Ла-Русьер на правом берегу реки Майен
- Церковь Святого Венана XIX века в Ла-Меньяне
- Церковь Святого Петра XV века в Ле-Плесси-Масе
- Церковь Святого Симфорьена XII-XIX веков в Прюйе
- Лес Лонгне

## Экономика
Структура занятости населения:
- сельское хозяйство — 5,0 %
- промышленность — 37,8 %
- строительство — 19,9 %
- торговля, транспорт и сфера услуг — 20,7 %
- государственные и муниципальные службы — 16,6 %

Уровень безработицы (2019) — 8,0 % (Франция в целом — 12,9 %, департамент Мен и Луара— 11,9 %). 

Среднегодовой доход на 1 человека, евро (2020) — 24 070 (Франция в целом — 22 400, департамент Мен и Луара — 21 790).

## Администрация
Пост мэра Лонгне-ан-Анжу с 2016 года занимает Жан-Пьер Эбе (Jean-Pierre Hébé). На муниципальных выборах 2020 года возглавляемый им независимый список был единственным.
| Период | Период | Фамилия      | Партия        | Примечания                |
| ------ | ------ | ------------ | ------------- | ------------------------- |
| 2016   |        | Жан-Пьер Эбе | Разные правые | бывший мэр Ле-Плесси-Масе |

## Города-побратимы
- Альфхаузен, Германия

## Галерея

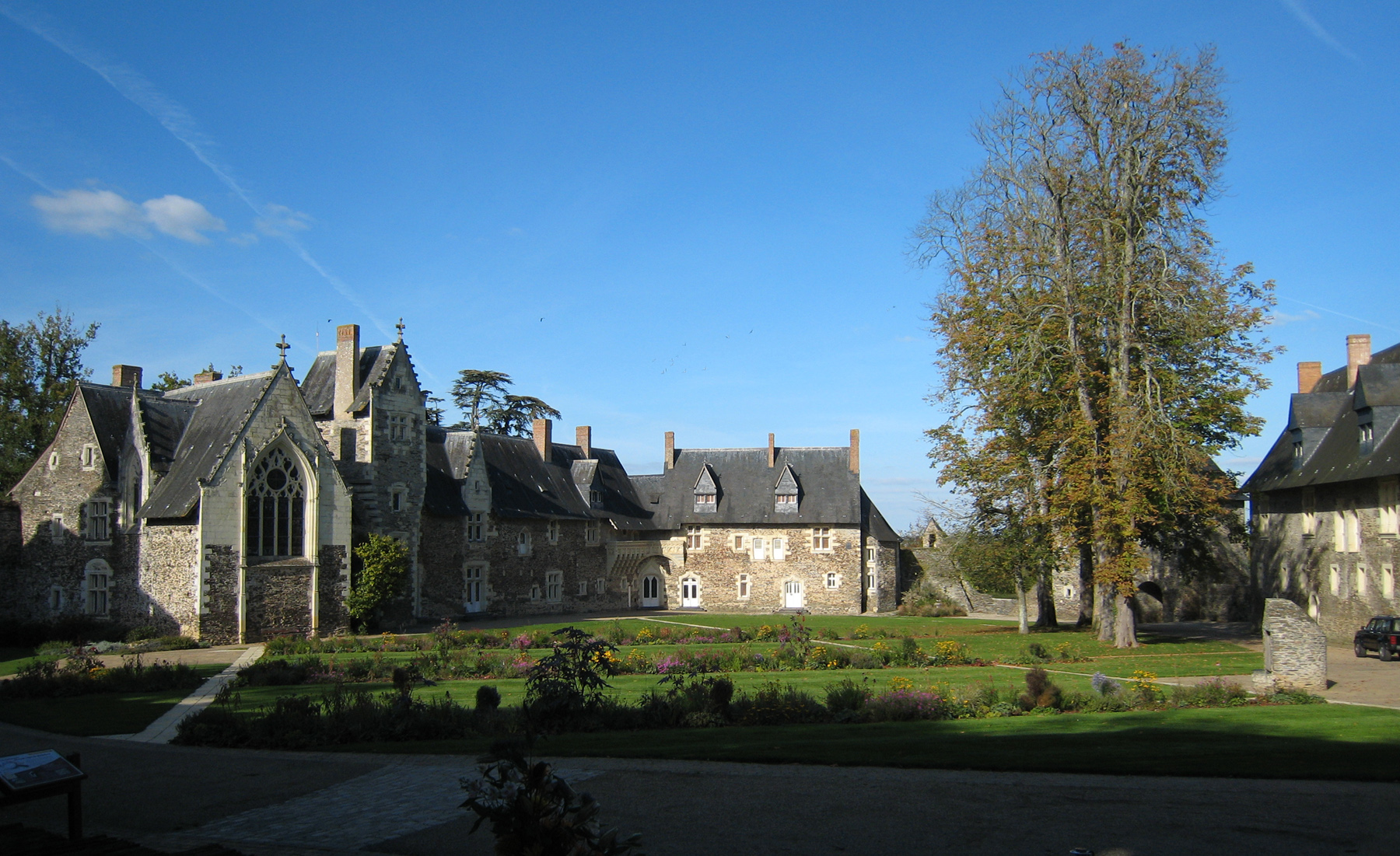
Шато Плесси-Масе
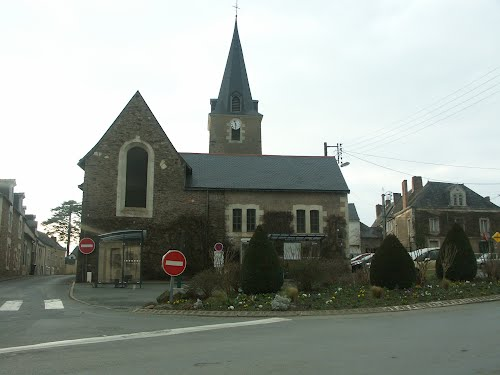
Церковь Святого Венана
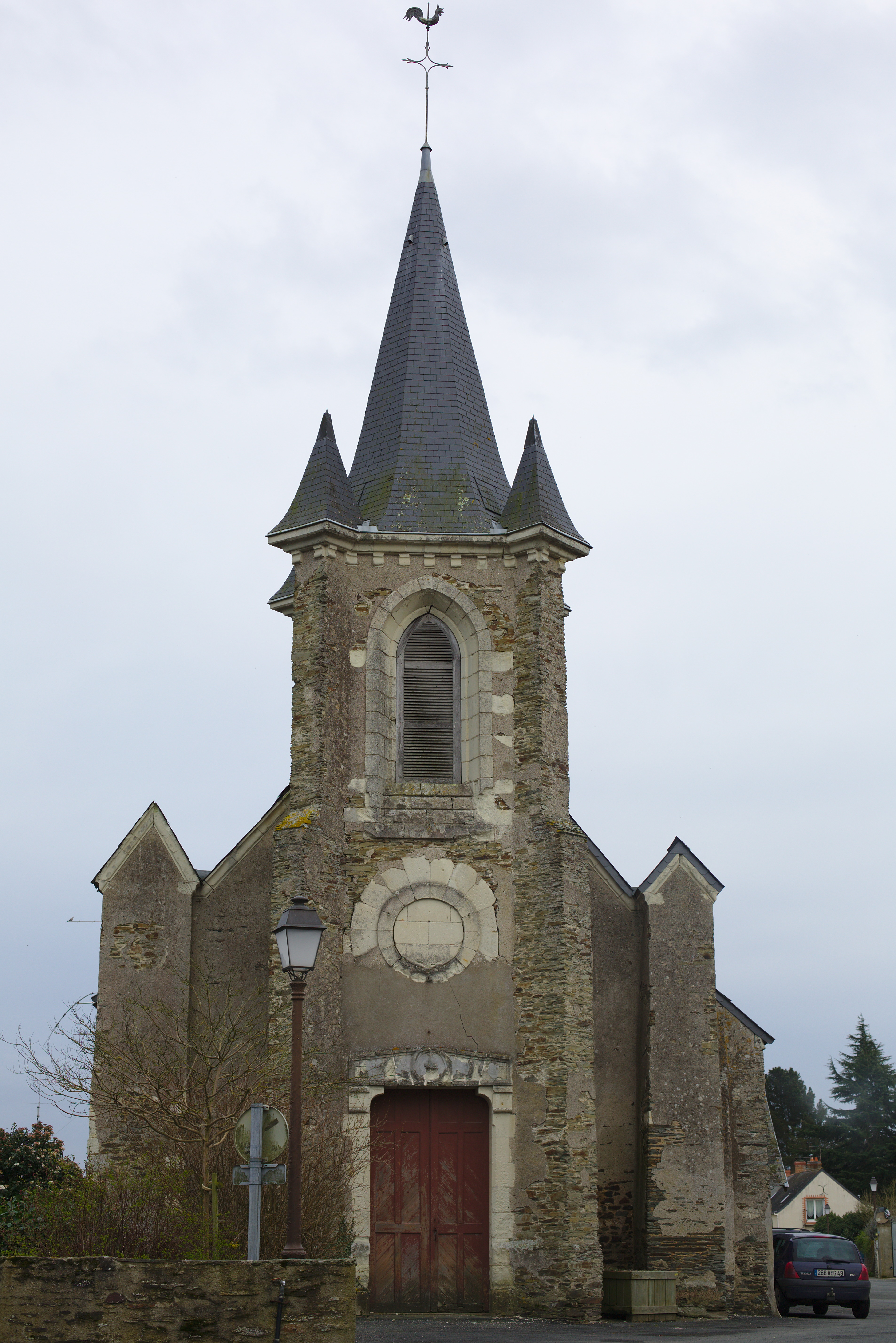
Церковь Святого Симфорьена
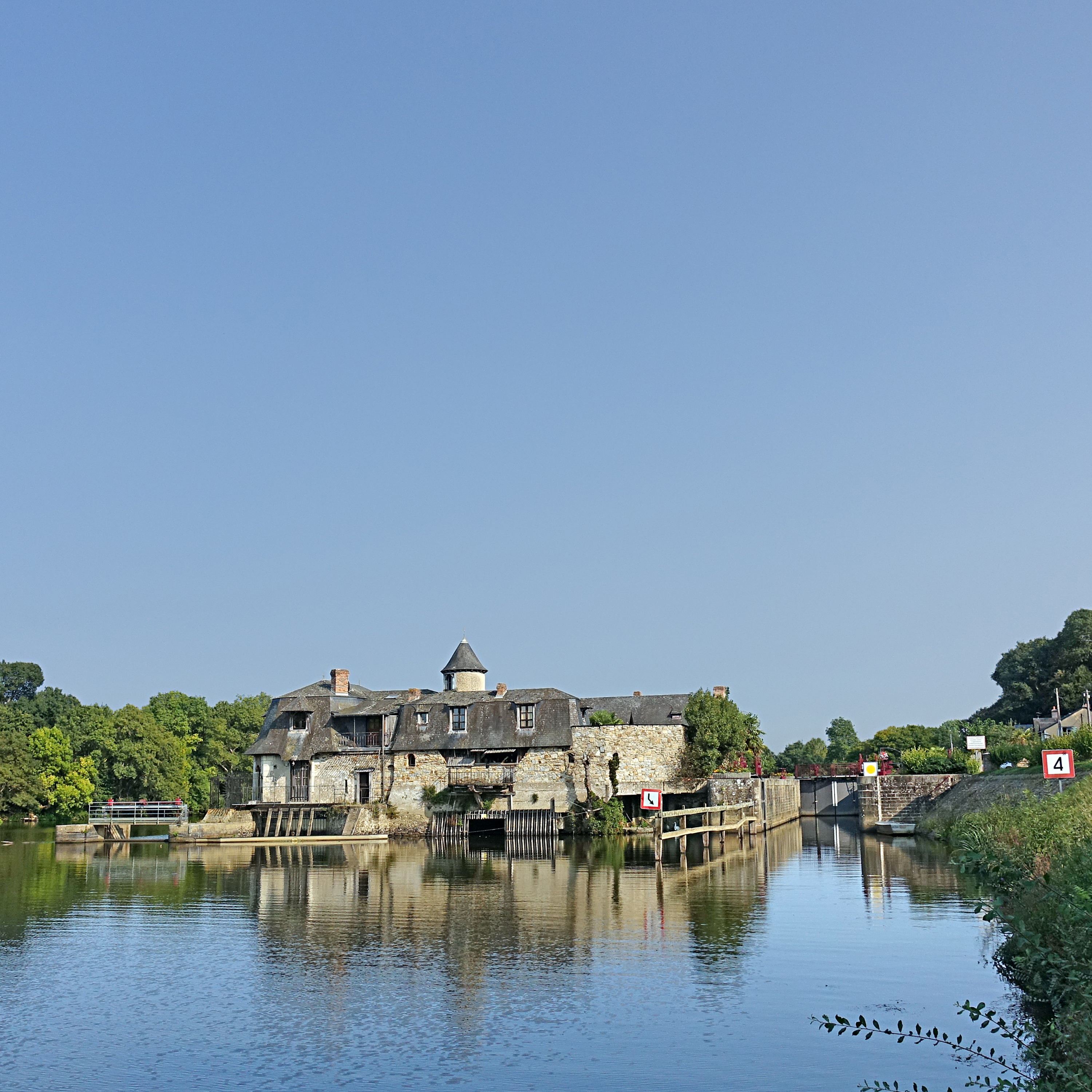
Дом с мельницей Ла-Русьер